# محمد الغزالي بن الحفاف
غزالي الحفاف هو محمد الغزالي بن الحسن بن الحفاف (ولد في قصبة الجزائر العاصمة في 1 أكتوبر 1923م، توفي يوم 1 مايو 1945 بشارع العربي بن مهيدي في الجزائر العاصمة). كان في حزب الشعب الجزائري (PPA)، وكان ينشط في لجنة الشباب للحزب، اللجنة التي كان يرأسها آنذاك صديقه وأمين سره محمد بلوزداد.

## سيرة شخصية
كان غزالي بن الحفاف ناشطا في لجنة الشباب التابعة لحزب الشعب الفلسطيني، وهي لجنة يرأسها آنذاك صديقه ومقربه محمد بلوزداد.
كان على رأس المسيرة التي دعا إليها حزب الشعب الفلسطيني التي نظمت في الجزائر العاصمة يوم أول ماي 1945، المسيرة التي كان قد دعا إليها حزب الشعب الجزائري. كان ذلك اليوم يوم مقتله برصاص الشرطة الفرنسية وسط ما يعرف الآن بشارع العربي بن مهيدي (شارع ديسلي سابقا) أطلق عليه الرصاص بعد رفضه تسليم العلم الذي كان يرفعه متقدما المسيرة في منتصف الشارع. هذه الراية التي صنعها بيديه وكان العديد من الجزائريين يرونها في العلن لأول مرة هي ليومنا هذا العلم والشعار الرسمي للجزائر.